# 1620 Geographos
1620 Geographos är en asteroid upptäckt 14 september 1951 vid Palomarobservatoriet av de båda astronomerna Albert G. Wilson och Rudolph Minkowski. Asteroiden hade först den tillfälliga beteckningen 1951 RA. Sitt namn har asteroiden fått till National Geographic Society's ära.
Geographos korsar planeten Mars' bana och är ett jordnära objekt som tillhör Apollo-asteroiderna. 1994 när asteroiden var närmare jorden än den varit på 200 år, studerade Deep Space Network asteroiden med hjälp av radar vid Goldstoneobservatoriet, Kalifornien. Avståndet var då 5,0 miljoner kilometer och asteroiden kommer inte att komma närmre förrän under 2586. Radarbilderna visar att Geographos är det mest utsträckta objektet i solsystemet med en storlek på 5,1×1,8 km. Det närmaste asteroidens och jordens omloppsbanor kommer varandra idag är 4 465 000 km.
Geographos är av spektralklass S vilket betyder att den reflekterar ljus bra och att den är sammansatt av nickel och järn blandat med järn- och magnesium-silikater.
Det var tänkt att Geographos skulle utforskas av den amerikanska Clementinesonden, men på grund av ett tekniskt fel kunde inte rymdsonden komma nära asteroiden.